# Chaos Computer Club Zürich
Der Chaos Computer Club Zürich (CCCZH) ist ein Verein nach Schweizer Recht und einziger Ableger des deutschen Chaos Computer Clubs (CCC) in der Schweiz mit Erfastatus, dem Status eines Erfahrungsaustauschkreises und damit Bestandteil des CCC. Der CCCZH vertritt den CCC für den Kanton Zürich und hat zum Ziel seine Forderungen lokal umzusetzen. Dabei stehen vor allem ein konstruktiver und verantwortungsbewusster Umgang mit Technik im Vordergrund, woraus politische Forderungen abgeleitet werden. Der Erfahrungsaustauschkreis veranstaltet wöchentliche Treffen, eine monatliche Radiosendung namens Hackerfunk und einzelne jährliche oder einmalige Events.

## Aktivitäten

### Wöchentliche Treffs
Einige der Mitglieder treffen sich wöchentlich im seit Ende 2014 bestehenden Hackerspace an der Röschibachstrasse 26 im Stadtkreis Wipkingen von Zürich; dies sind die sogenannten Chaostreffs. Dabei werden auch Aktivitäten des Vereins geplant und aktuelle Ereignisse diskutiert; Ziel ist auch das Ausleben einer Hacker-Kultur. Die Treffs werden auf der CCCZH-Website öffentlich angekündigt und alle Interessierten sind eingeladen daran teilzunehmen.

### Postcard
Eine gewisse Bekanntheit mit Kontakten zu Journalisten erhielt der Chaos Computer Club Zürich mit der Anprangerung von Sicherheitslücken in der Schweizer Postcard, einer Debitkarte der Postfinance. Zuvor wurden am jährlichen CCC-Kongress 2006, dem 23C3, diese Sicherheitslücken erstmals der Öffentlichkeit vorgestellt. Später wurde ein Artikel mit Namen Signatur in Schweizer Postcard geknackt in der c’t (05/07) abgedruckt. Für weiteren Wirbel sorgte ein Artikel darauf in der SonntagsZeitung.

### Hackerfunk

Das Hackerfunk-Logo

Von Mitgliedern wurde eine Radiosendung namens Hackerfunk ins Leben gerufen. Diese wird jeweils am ersten Samstag im Monat auf dem Campusradio der ETH Zürich, Radio Radius, per Webstream live ausgestrahlt und ist auch als Web-Feed erhältlich. Der Hackerfunk ist nationaler Gewinner der Schweiz beim European Podcast Award 2008 in der Kategorie Non-Profit.
Am 28. Januar 2013 stellten die Moderatoren des Hackerfunks einen Mitgliedschaftsantrag an den Chaos Computer Club Schweiz als akustischer Hackerspace. Am 16. Juni 2013 wurde der Hackerfunk im Rahmen der ordentlichen Generalversammlung als Mitglied aufgenommen.

### Software Freedom Day
Der Club veranstaltete in den Jahren 2006 und 2007 zusammen mit der LUGS, der in Zürich ansässigen Linux User Group Switzerland, einen Software Freedom Day. Obwohl der Verein per se nicht Linux-orientiert ist, hat man sich entschlossen daran teilzunehmen und Linux und andere freie Software unter die Leute zu bringen.

### Tag der Informatik
Im Jahr 2008 hat der Chaos Computer Club Zürich am Tag der Informatik auf dem Turbinenplatz in Zürich erstmals einen Stand betreut.

### Chaosdock
Das Chaosdock ist ein im Frühling oder Herbst stattfindendes Meeting in den eigenen Treffräumen, wobei der CCCZH nach eigenen Angaben den Erfahrungsaustausch unter den Mitgliedern und Interessierten für einige Tage "verschärfen" möchte. Als Aufhänger dienen Vorträge und Workshops, so konnten z. B. 2007 Unerfahrene unter Anleitung eine Geekclock, eine von einem Mikrocontroller gesteuerte Uhr mit binärer Zeitanzeige, selber löten sowie die eigens dafür kreierte Software weiter anpassen lernen. Mangels Treffraum hat das Chaosdock im 2008 erst im Herbst und in einer anderen Räumlichkeit stattgefunden.

### Chaos Singularity
Der Club beteiligt sich auch an der Organisation und Ausführung der jährlich stattfindenden Chaos Singularity, kurz auch CoSin genannt. Die CoSin fand in den Jahren 2006–2009 im Kulturzentrum Bremgarten in Bremgarten AG statt und ist ein Schweizer Kongress nach Vorbild des Chaos Communication Congress, des jährlich zwischen Weihnachten und Neujahr stattfindenden Kongresses des CCC, jedoch in einem deutlich kleineren Rahmen. Ziel ist der Austausch zwischen allen CCC-Mitgliedern und Interessierten der Schweiz. Seit 2010 findet die CoSin nicht mehr im Kulturzentrum Bremgarten statt. 2010 wurde sie in einer privaten Räumlichkeit in Dübendorf ausgetragen, seit 2011 findet die Durchführung in einer jugendkulturellen Institution in Biel statt.

### Autonome Schule Zürich
2009 beteiligt sich der Club mit einem Kurs zum Thema Überwachung an der Autonomen Schule Zürich.

## Geschichte
Am 28. Juni 2005 wurde der Chaostreff Zürich als lockere Gruppierung mit einem ersten Treffen formiert. Von da an traf man sich regelmässig in Restaurants der Zürcher Innenstadt. 2006 wurde das DOCK18 zum Treffpunkt aufgrund potenzieller Synergien zwischen Kunst-, Gestaltungs-, Medien- und Technik-Gruppen.
Am 4. April 2006 wurde der Verein Chaostreff Zürich gegründet, um finanzielle Ansprüche wegen Vereinsgeschäften von den Mitgliedern abzuwenden. Die Statuten wurden basisdemokratisch konzipiert, dem Vorstand damit nur administrative und keine inhaltlichen Aufgaben auferlegt. Der Verein wurde als reiner Trägerverein verstanden, der nur den materiellen Rahmen für die Aktivität der Mitglieder bereitstellen soll.
Am Regiotreff des CCC, welcher am dritten Tag der 23C3-Veranstaltung am 29. Dezember 2006 in Berlin stattfand, wurde mit einer Abstimmung unter allen Erfakreisen (Erfahrungsaustauschkreisen) dem Verein Chaostreff Zürich der Erfastatus zugesprochen. An der Vereinsversammlung vom 20. Januar 2007 wurde intern über die Annahme des Erfastatus abgestimmt, wobei der angenommen wurde. Der Verein nannte sich fortan Chaos Computer Club Zürich, um seine Nähe zum Chaos Computer Club offen zu bekunden. Intern einigte man sich auch, CCCZH als übliche Abkürzung dafür zu verwenden.
2012 gründete der CCCZH in Bern zusammen mit den Chaostreffs Basel, St. Gallen und Bern (Ostermundigen) am 15. Dezember den Chaos Computer Club Schweiz (CCC-CH).